# شرکت مخابرات عربستان سعودی
شرکت مخابرات عربستان (به عربی: شركة الاتصالات السعودية) شرکت دولتی مخابرات عربستان سعودی است، که در سال ۱۹۹۷ تأسیس شد و کلیه سهام آن متعلق به دولت عربستان می‌باشد.
این شرکت ارائه‌کننده خدمات خطوط تلفن ثابت و شبکه تلفن همراه می‌باشد، همچنین به‌عنوان رساننده خدمات اینترنتی نیز فعالیت می‌کند.